# Diocesi di Sarlat

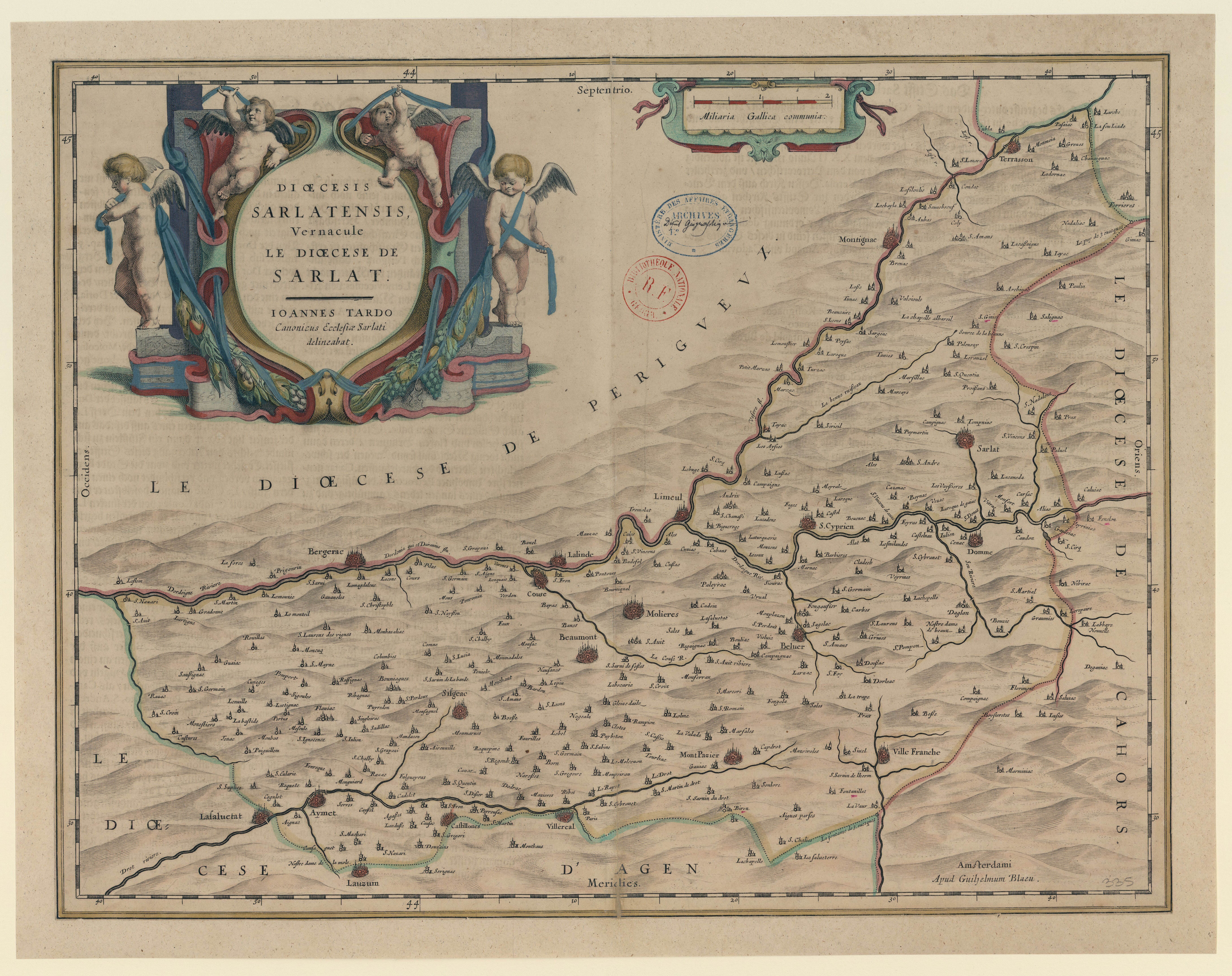
Antica mappa della diocesi di Sarlat.

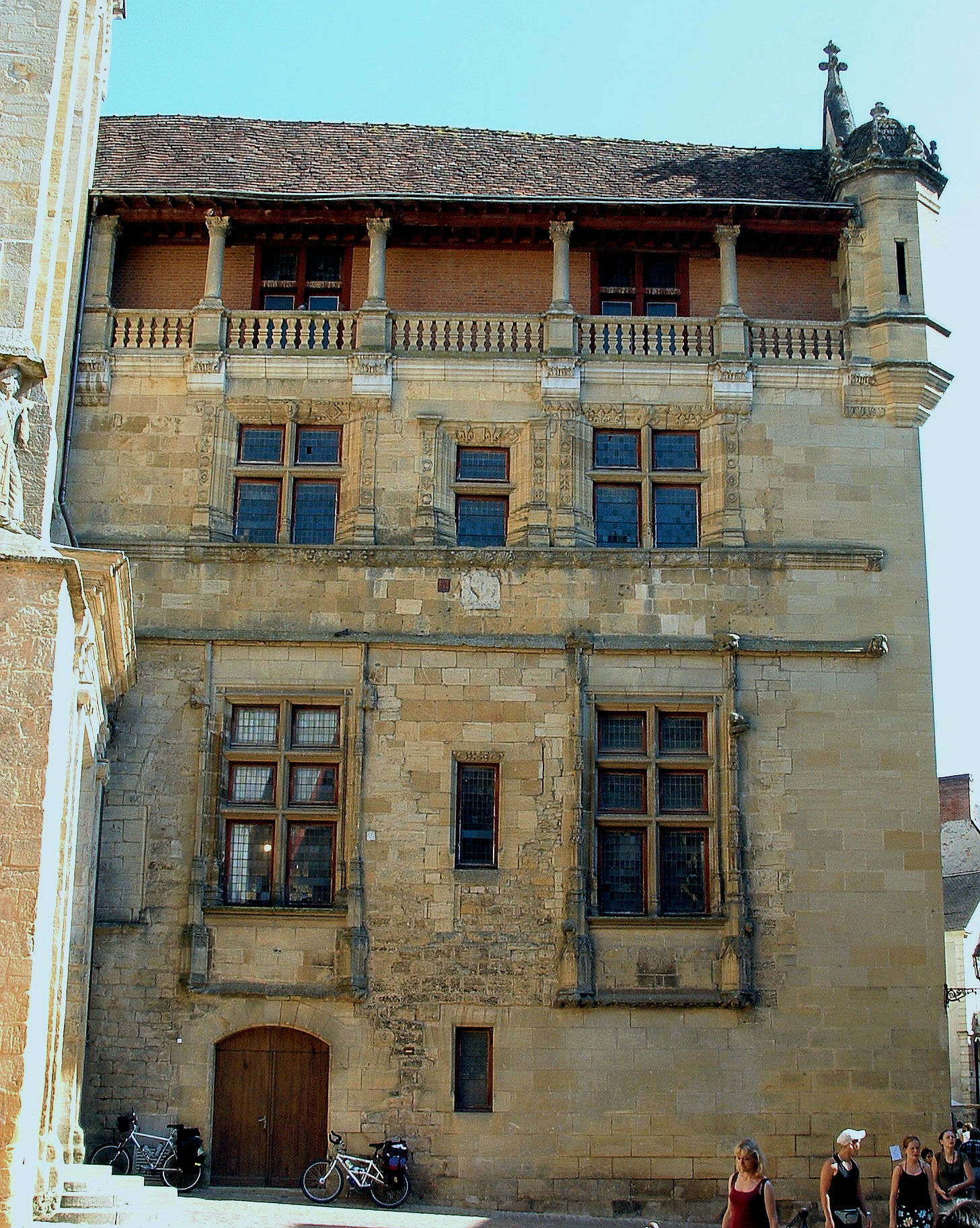
L'antico palazzo episcopale di Sarlat.

La diocesi di Sarlat (in latino: Dioecesis Sarlatensis) è una sede soppressa della Chiesa cattolica.

## Territorio
La diocesi era delimitata a nord dalle diocesi di Périgueux e di Limoges, ad est dalla diocesi di Cahors, a sud dalle diocesi di Agen e di Bazas, e ad ovest dall'arcidiocesi di Bordeaux.
Sede vescovile era la città di Sarlat nell'attuale dipartimento della Dordogna, dove fungeva da cattedrale la chiesa di San Sacerdote.
Alla fine del XVIII secolo, la diocesi comprendeva circa 300 parrocchie.

## Storia
La diocesi fu eretta da papa Giovanni XXII il 13 agosto 1317, ricavandone il territorio dalla diocesi di Périgueux. Sede vescovile divenne l'antica abbazia benedettina di Sarlat, fondata nell'VIII secolo. Il 9 gennaio 1318, con la bolla Dudum considerantes, il medesimo papa definì i confini della nuova diocesi. Primo vescovo fu nominato Raymond d'Apremont, abate di Gallier.
Il capitolo della cattedrale restò sotto la regola di san Benedetto fino a quando nel 1559 fu secolarizzato da papa Paolo IV.
All'inizio del XVI secolo il vescovo Armand de Gontault consacrò la nuova cattedrale, dedicata a San Sacerdote, vescovo di Limoges, le cui reliquie erano conservate a Sarlat.
La diocesi fu soppressa in seguito al concordato con la bolla Qui Christi Domini di papa Pio VII del 29 novembre 1801 e il suo territorio incorporato in quello della diocesi di Angoulême. Il 6 ottobre 1822, con il ristabilimento della sede di Périgueux, i territori dell'antica diocesi di Sarlat furono annessi alla nuova circoscrizione.
Dal 17 giugno 1854 i vescovi di Périgueux hanno il privilegio di aggiungere al proprio titolo quello di vescovi di Sarlat.

## Cronotassi dei vescovi
- Raymond d'Apremont de Roquecorne, O.S.B. † (2 luglio 1318 - 21 novembre 1324 nominato vescovo di Saint-Pons-de-Thomières)
- Bertrand Béranger, O.S.B. † (28 novembre 1324 - 1329 deceduto)
- Arnaud Royard, O.F.M. † (27 giugno 1330 - 1334 deceduto)
- Guillaume de Sandreux, O.S.B. † (1334 - 1338 deceduto)
- Pierre Bérenger † (4 novembre 1338 - 1340 deceduto)
- Itier de Sandreux † (1º ottobre 1341 - 1346 deceduto)
- Pierre Porquery de Mayrolles † (9 gennaio 1346 - 10 maggio 1359 nominato vescovo di Dax)
- Hélie de Salignac † (10 maggio 1359 - 1361 nominato arcivescovo di Bordeaux)
- Austence de Sainte-Colombe, O.F.M. † (24 settembre 1361 - 1368 deceduto)
- Jean de Revaillon † (2 ottobre 1370 - 1396 deceduto)
- Géraud de Palayrac † (28 febbraio 1396 - 21 febbraio 1397 deceduto)
- Raimond de Castelnau de Bretenoux † (1º ottobre 1397 - 24 gennaio 1404 nominato vescovo di Périgueux)
- Jean Lami, O.F.M. † (27 febbraio 1408 - 15 ottobre 1410 deceduto)
- Jean Arnaud, O.F.M. † (2 gennaio 1411 - 6 maggio 1416 deceduto)
- Bertrand de La Cropte de Lenquais † (prima del 15 ottobre 1416 - 26 ottobre 1446 deceduto)
- Pierre de Bonald † (23 gennaio 1447 - 9 aprile 1461 nominato vescovo di Rieux)
- Bertrand de Roffignac † (28 marzo 1461 - 4 dicembre 1485 deceduto)
- Pons de Salignac † (27 febbraio 1486 - 14 ottobre 1492 deceduto)
- Armand de Gontault † (3 dicembre 1492 - 1519 dimesso)
- Charles de Bonneval † (9 settembre 1519 - novembre 1527 deceduto)
- Guy d'Aydie † (25 maggio 1528 - 1º aprile 1529 deceduto)
  - Jean de Rillac † (? - 1530 deceduto) (vescovo eletto)
- Jacques de Larmandie † (? - ottobre 1533 deceduto)
  - Niccolò Gaddi † (12 dicembre 1533 - 1546 dimesso) (amministratore apostolico)
- François de Saint-Nectaire † (3 luglio 1545 - settembre 1567 deceduto)
- François de Salignac de La Mothe-Fénelon † (13 ottobre 1568 - 1578 dimesso)
- Louis de Salignac de La Mothe-Fénelon † (9 marzo 1579 - 6 febbraio 1598 deceduto)
  - Sede vacante (1598-1602)
- Louis de Salignac de La Mothe-Fénelon † (27 novembre 1602 - 22 maggio 1639 deceduto)
  - Sede vacante (1639-1642)
- Jean de Lingendes † (14 luglio 1642 - prima del 30 settembre 1647 dimesso)
- Nicolas de Sévin † (18 maggio 1648 - 24 settembre 1657 nominato vescovo coadiutore di Cahors)
- François de Salignac de La Mothe-Fénelon † (31 maggio 1659 - 1º maggio 1688 deceduto)
  - Sede vacante (1688-1692)
- Pierre-François de Beauvau du Rivau † (15 ottobre 1692 - 23 ottobre 1701 deceduto)
- Paul de Chaulnes † (6 febbraio 1702 - 13 giugno 1721 dimesso)
- Denis-Alexandre Le Blanc † (14 gennaio 1722 - 3 maggio 1747 deceduto)
- Henri-Jacques de Montesquiou-Fézensac-Poylebon † (31 luglio 1747 - 19 gennaio 1777 deceduto)
- Joseph-Anne Ponte d'Albaret † (15 dicembre 1777 - 20 maggio 1800 deceduto)
  - Sede soppressa